# FC Unirea Urziceni
Unirea Urziceni a fost un club de fotbal din Urziceni, județul Ialomița, România. De la înființare din 1954, și până în 2002, echipa a evoluat cu precădere în eșalonul trei, purtând de-a lungul timpului mai multe denumiri: Aurora, Avântul, Ferom, Agricultorul și în final Unirea. După preluarea echipei de către un potent om de afaceri, Dumitru Bucșaru, clubul și-a început ascensiunea în fotbalul românesc promovând în Liga a II-a și mai apoi în Liga I. Cooptarea în sânul echipei a managerului Mihai Stoica și a antrenorului Dan Petrescu a avut ca rezultate disputarea finalei Cupei României în sezonul 2007-2008 și câștigarea titlului de campioană a României în sezonul următor.
Stadionul folosit de club pentru disputarea meciurilor de acasă se numește Tineretului și se află la ieșirea din orașul Urziceni. A fost inaugurat în 1976, în 2002 a fost renovat și extins până la o capacitate de 7000 de locuri, iar din 2007 este dotat cu o instalație de nocturnă de 1400 lucși. Culorile echipei sunt alb-albastru, iar porecla ei este Chelsea de Ialomița.
La finalul turului sezonului 2010-11, Primăria Chiajna a achiziționat de la Dumitru Bucșaru 50% din acțiunile Unirii. Totuși FRF nu a permis fuziunea celor două echipe, iar tranzacția a căzut. La finalul sezonului 2010-11, echipa a retrogradat în Liga a II-a. Într-un comunicat din data de 6 iulie 2011 s-a anunțat „retragerea clubului din toate competițiile organizate de FRF”.
În prezent există echipa de fotbal FC Urziceni, înființată de primărie în vara anului 2016, care evoluează în campionatul Ligii a 4-a Ialomița, și își dispută partidele oficiale de pe teren propriu pe Stadionul Tineretului din Urziceni.

## Istoric
Primul club sportiv din Urziceni a fost un club de fotbal cu numele de Ialomița. Pe terenul improvizat din Obor, echipa de fotbal Ialomița a întâlnit formații din Ploiești, Buzău, Slobozia. Se juca mult cu echipa etnicilor germani staționați în acea perioadă în zona lacului care le-a preluat numele - La Nemți - unde funcționa o unitate Radar deservită de 300 soldați și ofițeri germani.
Sub denumirea Aurora Urziceni, echipa a apărut pentru prima dată în eșalonul trei al sistemului divizionar românesc în sezonul 1968-69. A retrogradat, dar s-a întors după doi ani în Divizia C, când a retrogradat din nou. În acest timp a făcut o frumoasă figură în Cupa României, unde a ajuns până în faza șaisprezecimilor. Dinamo București a fost adversarul de care s-au împiedicat ialomițenii în această competiție la 7 martie 1971. După alți trei ani echipa a repromovat în Divizia C cu numele Avântul Urziceni. A evoluat timp de patru ani cu rezultate modeste după care, în sezonul 1979-80, a trecut sub administrarea uzinei Ferom căreia i-a preluat denumirea. O nouă schimbare de nume a avut loc în 1984, an în care Unirea Urziceni a retrogradat din Divizia C. După un an a revenit în această divizie, continuându-și drumul fără rezultate notabile.
Sezonul 1987-88 a fost unul bun pentru mica echipă din Urziceni. În campionat s-a clasat pe locul doi la mare luptă cu Dunărea Călărași pentru promovarea în Divizia B. În Cupa României s-a oprit în șaisprezecimi: Unirea Urziceni - Corvinul Hunedoara 1-3. Sezonul următor a fost terminat de ialomițeni pe locul 15, clasare ce coincidea cu retrogradarea. Unirea s-a întors după un an în Divizia C, iar după alți doi a retrogradat din nou. Între 1992 și 1999 a evoluat în competiții situate sub nivelul eșalonului trei. Revenirea în cea de-a treia divizie a avut loc în sezonul 1999-00, echipa numindu-se atunci Agricultorul Urziceni. După numai un an și-a schimbat pentru ultima dată denumirea în Unirea Urziceni.

Vechea siglă

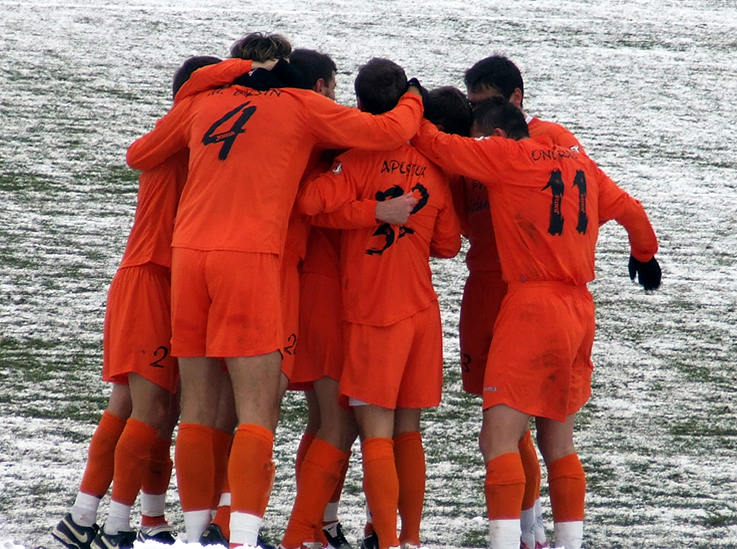
Jucătorii Unirii Urziceni bucurându-se după marcarea unui gol în poarta Universității Cluj în 2007.

În vara anului 2002 echipa a fost preluată de un nou sponsor, Valahorum SA, schimbându-se în întregime conducerea administrativă și tehnică a acesteia. La sfârșitul sezonului 2002-03, F.C. Unirea Valahorum Urziceni a promovat pentru prima dată în istorie în Divizia B. La trei ani de la această performanță, s-a realizat promovarea pe prima scenă fotbalistică din România, după un baraj în care a întâlnit, sub comanda lui Costel Orac, formațiile Forex Brașov și FC Bihor. Întâiul sezon în Liga I nu a fost unul ușor. După primele etape Costel Orac a fost înlocuit de Dan Petrescu, cel care a dus echipa pe locul zece la finele sezonului. Anul următor Unirea a terminat campionatul pe locul cinci și a ajuns până în finala Cupei României, acolo unde a pierdut cu scorul de 1-2 în fața formației CFR Cluj. O mare parte din meritele acestor performanțe i-au fost atribuite antrenorului Petrescu. Grație rezultatelor bune din același sezon, ialomițenii au jucat în sezonul 2008-09 și în Cupa UEFA. La prima participare din istorie în această competiție uniriștii au ratat calificarea în grupe după o dublă manșă cu germanii de la Hamburger SV. A luat titlul în sezonul 2008-2009 cu un prim unsprezece care i-a costat pe ialomițeni 550.000 de euro.

### Sezonul 2009–2010

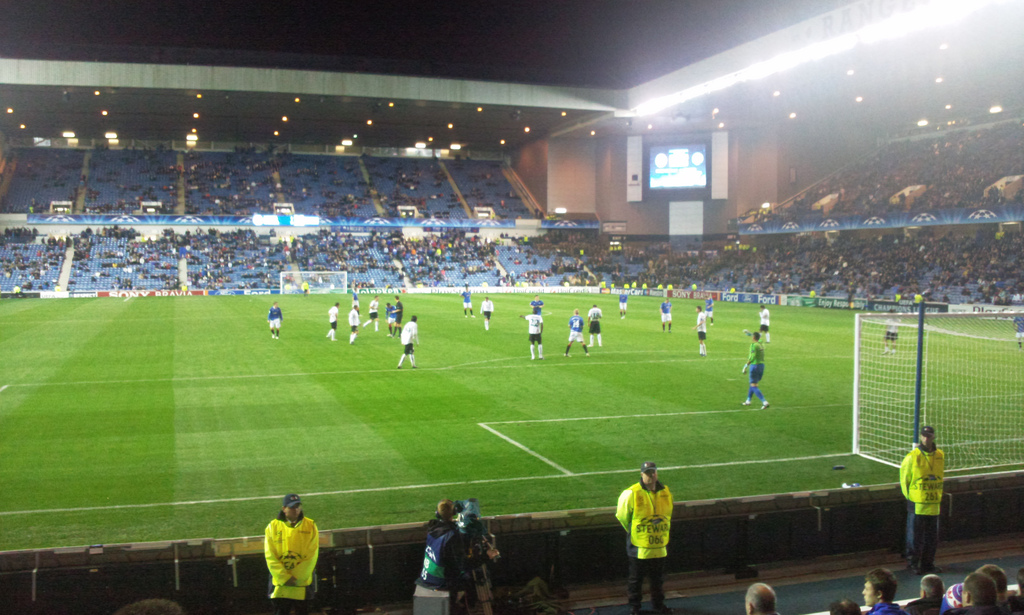
Unirea Urziceni în meciul cu Rangers de pe Ibrox Park, câștigat de Unirea cu scorul de 4-1.

În sezonul 2009-2010, echipa ialomițeană a jucat în competiția inter-cluburi UEFA Champions League, reușind performanța de a învinge echipele Glasgow Rangers cu scorul de 4–1 pe Ibrox Park și FC Sevilla cu 1–0 pe Stadionul Ghencea. A acumulat 8 puncte, record pentru România în grupele ligii. A terminat pe locul 3 în grupă și s-a calificat în 16-imile UEFA Europa League, unde a jucat în februarie 2010 contra echipei FC Liverpool, fiind învinsă în tur cu 1-0, iar în retur cu 3-1. La începutul lui 2010, Dan Petrescu părăsește echipa, fiind înlocuit cu Ronny Levy. Echipa reușește să termine campionatul pe locul 2, devenind vicecampioană.

### Sezonul 2010–2011

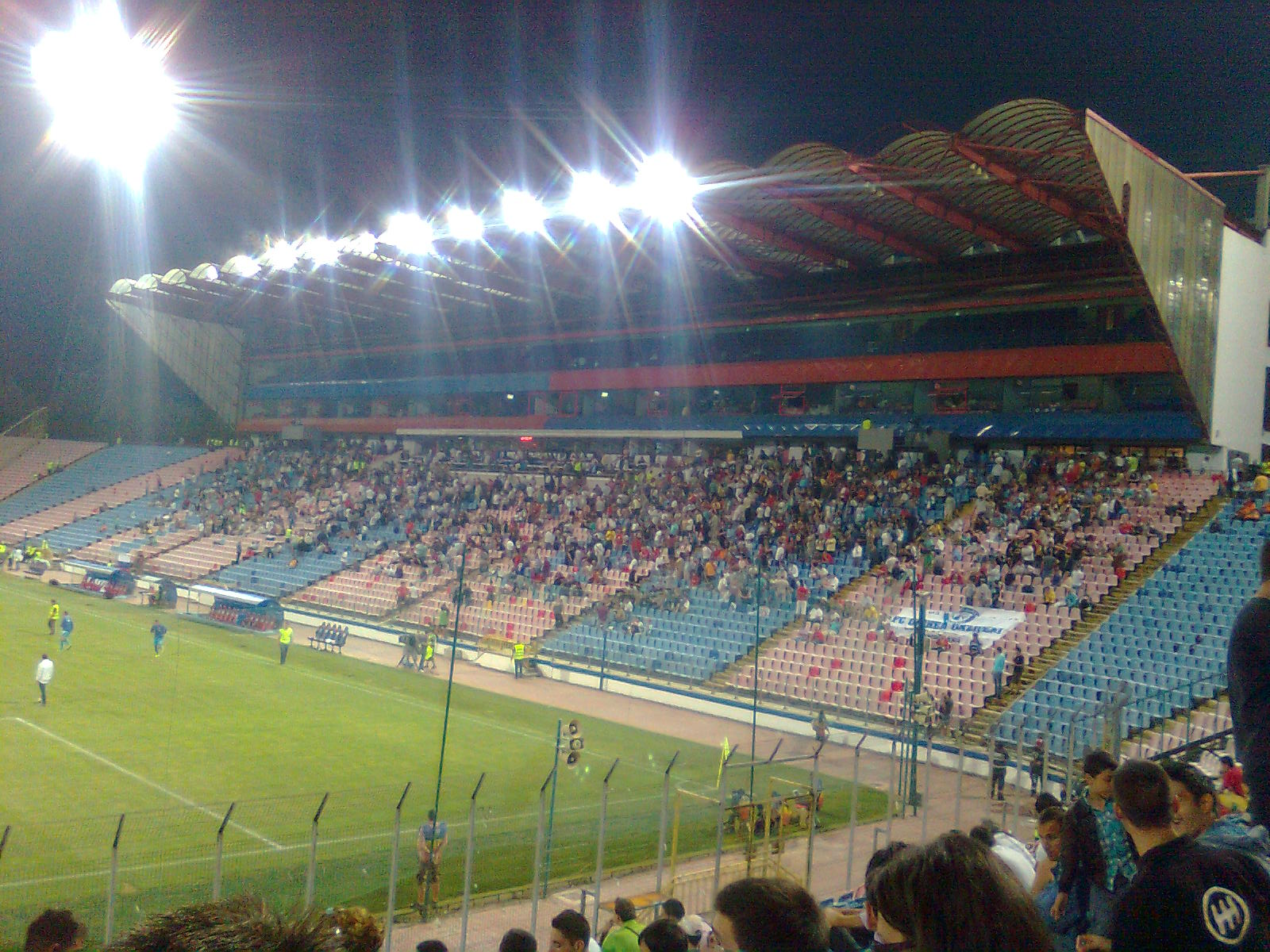
Unirea Urziceni și Zenit St. Petersburg în meciul din turul trei preliminar al UEFA Champions League 2010–11 pe Stadionul Steaua.

Pe 29 decembrie 2009, Dan Petrescu a demisionat din funcția de antrenor și a fost înlocuit de israelianul Ronny Levy, care a semnat un contract pe un an și jumătate la 31 decembrie 2009. În vara lui 2010, pierde Supercupa României în fața celor de la CFR Cluj la loviturile de departajare.
Sezonul 2010–2011 a reprezentat decăderea Urziceniului. Deși începe noul sezon în forță și este la un pas de grupele Ligii Campionilor, este eliminată din playoff de Zenit Sankt Petersburg. Astfel, clubul s-a despărțit de Levy la jumătatea lunii august 2010 și după o perioadă de trei săptămâni sub conducerea lui Gabriel Caramarin, fostul antrenor al clubului din divizia a treia Chimia Brazi, Octavian Grigore, a fost prezentat drept succesorul său pe 8 septembrie 2010.
După ce Mihai Stoica și Ronny Levy au părăsit echipa, jucătorii cheie sunt transferați la Steaua în contul datoriei de 4 milioane de euro pe care o avea Dumitru Bucșaru către Gigi Becali, iar alții la alte echipe din campionat. Lotul este completat cu jucători tineri aduși în special de la echipa a doua a Stelei, dar și de la alte echipe. Câștigă în fața celor de la Dinamo și Steaua, reușind să învingă gruparea din Ghencea cu jucători împrumutați de la ea. 
Echipa a retrogradat în Liga a II-a ocupând la finalul sezonului penultimul loc, 17, la două puncte de ultima clasată, Sportul Studențesc.
Cu datorii de 6,7 milioane de lei rezultate din neplata TVA-ului, care au fost recuperate prin vânzarea bunurilor din stadion. Nocturna, sistemul de supraveghere video și turnicheții de acces au fost cumpărați de primăria din Chiajna pentru Concordia Chiajna. În decembrie 2010, Bucșaru a ajuns la o înțelegere cu autoritățile locale din Chiajna pentru ca clubul să se mute de la Urziceni. Unirea a fost întărită de 13 jucători de la CS Concordia Chiajna și a jucat meciurile de acasă sub conducerea noului antrenor Marian Pană în a doua jumătate a sezonului 2010/11 la Chiajna. Meciurile de pe teren propriu ale echipei naționale din a doua ligă au fost la rândul lor mutate pe stadionul din Berceni, al cărui club de acasă, echipa de ligă a treia ACS Berceni, a preluat jucătorii rămași de la Concordia Chiajna și a jucat pe teren propriu la Roșu, fosta casă. al clubului diviziei a patra Concordia II Chiajna. Deoarece redenumirea cluburilor nu este permisă pe parcursul unui sezon, cluburile și-au păstrat vechile nume până în vara lui 2011.
După ce Federația Română de Fotbal interzisese deja fuziunea planificată cu Chiajna în februarie 2011, Unirea nu a fost înscrisă la niciun campionat în sezonul 2011/2012, iar clubul a fost dizolvat în vara lui 2011.

### Reînființarea
Clubul a fost reînființat de primărie în vara anului 2016 sub denumirea de AS FC Urziceni și concurează în Liga a 4-a Ialomița, dispunându-și partidele oficiale de pe teren propriu pe Stadionul Tineretului din Urziceni.

## Cronologia numelor
| Nume                         | Perioada  |
| ---------------------------- | --------- |
| Aurora Urziceni              | 1954–1974 |
| Avântul Urziceni             | 1975–1979 |
| Ferom Urziceni               | 1979–1984 |
| Unirea Urziceni              | 1984–1999 |
| Agricultorul Urziceni        | 1999–2001 |
| Unirea Urziceni              | 2001–2002 |
| FC Unirea Valahorum Urziceni | 2002–2006 |
| Unirea Urziceni              | 2006–2011 |

## Culori și stemă

Vechea siglă

Culorile clubului Unirea Urziceni au fost alb și albastru. Cu toate acestea, echipamentul purtat de fotbaliștii ialomițeni a avut de-a lungul timpului și alte culori decât cele tradiționale, cum ar fi: portocaliu, verde, negru sau bleu. Furnizorul de echipament al Unirii Urziceni este firma spaniolă Joma.
Emblema clubului conținea un cap de leu, simbol al puterii. După sosirea antrenorului Dan Petrescu, fost jucător și admirator declarat al Chelsea FC, sigla a suferit schimbări semnificative. Numele sponsorului Valahorum SA a fost scos de pe emblemă, fiind înlocuit cu numărul 1954, care reprezintă anul înființării clubului. Designul siglei a fost de asemenea modificat astfel încât aceasta să se asemene cât mai mult cu emblema echipei engleze. De aici vine și porecla echipei: Chelsea de Ialomița.

## Unirea Urziceni în ligile naționale
| Sezon   | Nivel | Liga                       | Loc    | Cupa României |
| ------- | ----- | -------------------------- | ------ | ------------- |
| 2010–11 | 1     | Liga I                     | 17 (R) | Optimi        |
| 2009–10 | 1     | Liga I                     | 2      | Optimi        |
| 2008–09 | 1     | Liga I                     | 1 (C)  | Sferturi      |
| 2007–08 | 1     | Liga I                     | 5      | Finală        |
| 2006–07 | 1     | Liga I                     | 10     | Optimi        |
| 2005–06 | 2     | Liga a II-a (Seria a II-a) | 2 (P)  |               |
| 2004–05 | 2     | Liga a II-a (Seria a II-a) | 5      | Șaisprezecimi |
| 2003–04 | 2     | Liga a II-a (Seria a II-a) | 6      |               |

| Sezon   | Nivel | Liga                      | Loc      | Cupa României |
| ------- | ----- | ------------------------- | -------- | ------------- |
| 2002–03 | 3     | Divizia C (Seria a II-a)  | 1 (C, P) |               |
| 2001–02 | 3     | Divizia C (Seria a III-a) | 13       |               |
| 2000–01 | 3     | Divizia C (Seria a II-a)  | 12       |               |
| 1999–00 | 3     | Divizia C (Seria a II-a)  | 13       |               |
| 1998–99 | 4     | Divizia D (IL)            | 1 (C, P) |               |
| 1991–92 | 3     | Divizia C (Seria a IV-a)  | 13 (R)   |               |
| 1990–91 | 3     | Divizia C (Seria a IV-a)  | 10       |               |
| 1989–90 | 4     | Divizia D (IL)            | 1 (C, P) |               |

C Campioană.
R Retrogradată.
P Promovată.

## Unirea Urziceni în cupele europene
| 2008-2009 - Cupa UEFA             |     |                      |
| Turul 1                           |     |                      |
| Hamburg SV                        | 0-0 | Unirea Urziceni      |
| Unirea Urziceni                   | 0-2 | Hamburg SV           |
| 2009-2010 - UEFA Champions League |     |                      |
| Faza grupelor                     |     |                      |
| Sevilla                           | 2-0 | Unirea Urziceni      |
| Unirea Urziceni                   | 1-1 | Stuttgart            |
| Unirea Urziceni                   | 1-1 | Glasgow Rangers      |
| Unirea Urziceni                   | 1-0 | Sevilla              |
| Glasgow Rangers                   | 1-4 | Unirea Urziceni      |
| Stuttgart                         | 3-1 | Unirea Urziceni      |
| 2009-2010 - Europa League         |     |                      |
| Șaisprezecimi                     |     |                      |
| Liverpool                         | 1-0 | Unirea Urziceni      |
| Unirea Urziceni                   | 1-3 | Liverpool            |
| 2010-2011 - UEFA Champions League |     |                      |
| Turul 3                           |     |                      |
| Unirea Urziceni                   | 0-0 | Zenit St. Petersburg |
| Zenit St. Petersburg              | 1-0 | Unirea Urziceni      |
| 2010-2011 - Europa League         |     |                      |
| Play-off                          |     |                      |
| Hajduk Split                      | 4-1 | Unirea Urziceni      |
| Unirea Urziceni                   | 1-1 | Hajduk Split         |

### Bilanț general
UEFA Champions League:
| Apariții | Jucate | Victorie | Egal | Înfrângere | GM | GP |
| -------- | ------ | -------- | ---- | ---------- | -- | -- |
| 2        | 8      | 2        | 3    | 3          | 8  | 9  |

Cupa UEFA/UEFA Europa League:
| Apariții | Jucate | Victorie | Egal | Înfrângere | GM | GP |
| -------- | ------ | -------- | ---- | ---------- | -- | -- |
| 3        | 6      | 0        | 2    | 4          | 3  | 11 |

Total:
| Apariții | Jucate | Victorie | Egal | Înfrângere | GP | GÎ |
| -------- | ------ | -------- | ---- | ---------- | -- | -- |
| 5        | 14     | 2        | 5    | 7          | 11 | 20 |

## Palmares
| Competiții naționale | Competiții internaționale |
| Liga I - Campioană: 2008-2009 - Vicecampioană: 2009-2010 Liga a II-a - Locul 2: 2005-2006 Liga a III-a - Locul 1: 2002-2003 - Locul 2: 1987-1988 Cupa României - Finalistă: 2007-2008 Supercupa României - Finalistă: 2009, 2010 | Cupa UEFA - Turul I: 2008-2009 Liga Campionilor UEFA - Faza grupelor: 2009-2010 UEFA Europa League - Șaisprezecimi: 2009-2010 - Play-off: 2010-2011 |

## Stadion
Stadionul Tineretului este situat la ieșirea din Urziceni, spre comuna Manasia, în zona lacurilor. Arena ialomițeană a fost inaugurată în primăvara anului 1976.
După șase luni de la preluarea echipei de sponsorul Valahorum SA, în 2002, stadionul a fost extins până la o capacitate de 7.000 locuri pe scaune, iar vestiarele au fost aduse la standarde ultramoderne. Atât tribunele cât și peluzele sunt construite din confecții metalice. Primul meci de Liga I disputat pe stadionul a avut loc pe 29 iulie 2006, Unirea fiind învinsă în acel meci de Politehnica Iași.
La finele anului 2007 a fost inaugurată instalația de nocturnă a stadionului, care are o putere de 1.400 lucși. Singurul adversar străin întâlnit de Unirea Urziceni pe acest stadion în cupele europene a fost Hamburger SV, la 2 octombrie 2008.
În Liga Campionilor UEFA și în UEFA Europa League, Unirea nu a primit dreptul de a evolua pe propria arenă, și a jucat astfel pe Stadionul Steaua din București.

## Suporteri
Unul din cei mai cunoscuți fani este Constantin Leonard (Lupul singuratic), care a rămas și singurul la mai multe meciuri din campionat.

## Echipa din ultimul sezon 2010/11
| 01 | Cristian Bălgrădean | România |
| 74 | Daniel Tudor        | România |
| 77 | Cornel Cernea       | România |

| 04 | Ersin Mehmedović | Serbia  |
| 05 | Valeriu Lupu     | România |
| 08 | Nicolae Mușat    | România |
| 16 | Epaminonda Nicu  | România |
| 24 | Vasile Maftei    | România |
|    | Lucian Filip     | România |

| 06 | Apostol Muzac   | România |
| 07 | Robert Văduva   | România |
| 10 | Răzvan Pădurețu | România |
| 15 | Dinu Todoran    | România |
| 20 | Alin Toșca      | România |
| 21 | Florentin Matei | România |
|    | Cristian Pazon  | România |

| 09 | Marius Bâtfoi  | România    |
| 14 | Raul Rusescu   | România    |
| 17 | António Semedo | Portugalia |

## Jucători importanți
- Ștefan Preda
- Mircea Oltean
- Bogdan Stelea
- Claudiu Mutu
- Giedrius Arlauskis
- Cătălin Grigore
- Daniel Tudor
- Valeriu Bordeanu
- Dinu Todoran
- Pablo Brandan
- Bruno Fernandes
- Epaminonda Nicu
- Ersin Mehmedović
- George Galamaz
- Sorin Frunză
- Ricardo Gomez
- Dacian Varga
- Răzvan Pădurețu
- Iulian Apostol
- Marius Onofraș
- Marius Bilașco
- Raul Rusescu
- Sorin Paraschiv
- Vasile Maftei
- Romeo Colda
- Ștefan Odoroabă
- Vicențiu Dragomir
- Irinel Voicu
- Marian Vătavu
- Alexandru Pojer
- Valentin Filatov
- Mihai Pârlog
- Mihai Iacob
- Nemanja Jovanović
- Mircea Ciorea
- Constantin Stănici
- Cristian Vlad
- Miloš Bogdanović
- Dumitru Gheorghe
- Cristian Ciubotariu
- Hristu Chiacu
- Cristian Constantin
- Cornel Predescu
- Laurențiu Marinescu
- Bogdan Vrăjitoarea
- António Semedo
- Dorel Zaharia
- Bogdan Mara
- Dudu Georgescu
- Bogdan Stancu

Notă: Jucătorii evidențiați prin nume îngroșat au luat titlul cu echipa.

## Antrenori
- România Costel Orac (2005–2006)
- România Dan Petrescu (2006–2009)
- Israel Ronny Levy (2010)
- România Gabriel Caramarin (2010)
- România Octavian Grigore (2010)
- România Marian Pană (2011)